# Конвокационный сейм 1764 года
Конвокационный сейм 1764 года — конвокационный сейм, заседавший с 7 мая по 23 июня 1764 года в Варшаве. Его заседаниями руководил маршалок Дмитрий Семенович Лукьянчик. Для скорейшего проведения прений королевский замок в Варшаве и Краковское Предместье окружили отрядами российских войск с пушками и придворными полками Чарторыйских.
В ходе собрания удалось провести решения, позволившие не только упорядочить работу сейма (был утвержден новый регламент), но и ограничить применение вето (правда, лишь при рассмотрении финансовых дел), освободить депутатов от необходимости придерживаться инструкций, полученных от местных сеймиков. Решением конвокационного сейма была создана Скарбовая комиссия — орган, в функции которого входил контроль за экономическим и финансовым развитием ВКЛ. Кроме того, некоторые утверждают, что политические решения сейма 1764 создали предпосылки для принятия 3 мая 1791 первой в Европе конституции. В сентябре 1764 г. Сейм избрал новым королем Станислава Августа Понятовского.

## Положение государства до сейма

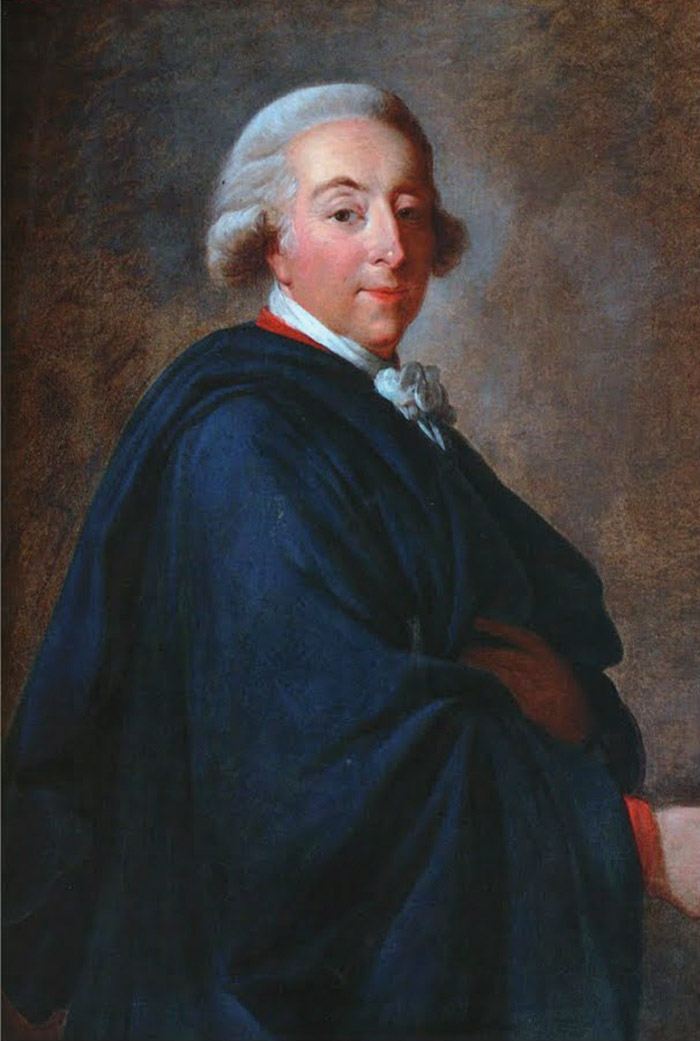
Адам Казимир Чарторыйский

На всей территории Речи Посполитой, в том числе и в ВКЛ, господствовали феодально-крепостнические порядки, причем уже во второй половине XVI века здесь, и в частности на белорусских землях, стала утверждаться фольварочно-барщинная система феодального хозяйства, которая ухудшила положение крестьян. Напряженной была социальная обстановка и в городах. Хотя города Речи Посполитой и пользовались магдебургским правом, в их жизнь постоянно вмешивались магнаты и шляхта, а в Беларуси до 40 % городов и почти все местечки были частновладельческими. В середине XVII века на белорусских и украинских землях развернулось широкое народное движение, имевшее характер освободительной, антифеодальной войны. Целый ряд восстаний и бунтов произошел в XVIII веке — самым крупным из них стало Кричевское восстание, вспыхнувшее в 40-е годы.
Ослабляли Речь Посполитую и внешние события, то есть войны, в которые она втягивалась. Вместе с тем правящие круги государства не сумели предотвратить иностранное вмешательство в свои внутренние дела, и оно нередко становилось причиной тех вооруженных конфликтов, которые возникали в стране с участием магнатско-шляхетских группировок, разных конфедераций, создаваемых ими. На территории ВКЛ, например, только во второй половине XVIII века действовали пять конфедераций: Виленская, Слуцкая, Радомская, Барская и Торговицкая. Нарастание политического кризиса не могло не вызвать беспокойства прогрессивно настроенных деятелей, и в Речи Посполитой стали проводиться реформы государственного устройства. Первые попытки в данном направлении были предприняты уже после Северной войны, в 20-30-е годы XVIII века. Но особенно активизировалась деятельность реформаторов после смерти короля Августа III в 1763 году. Тогда инициатором реформ выступила группировка во главе с князьями Чарторыйскими.

## Итоги

### Избрание нового короля

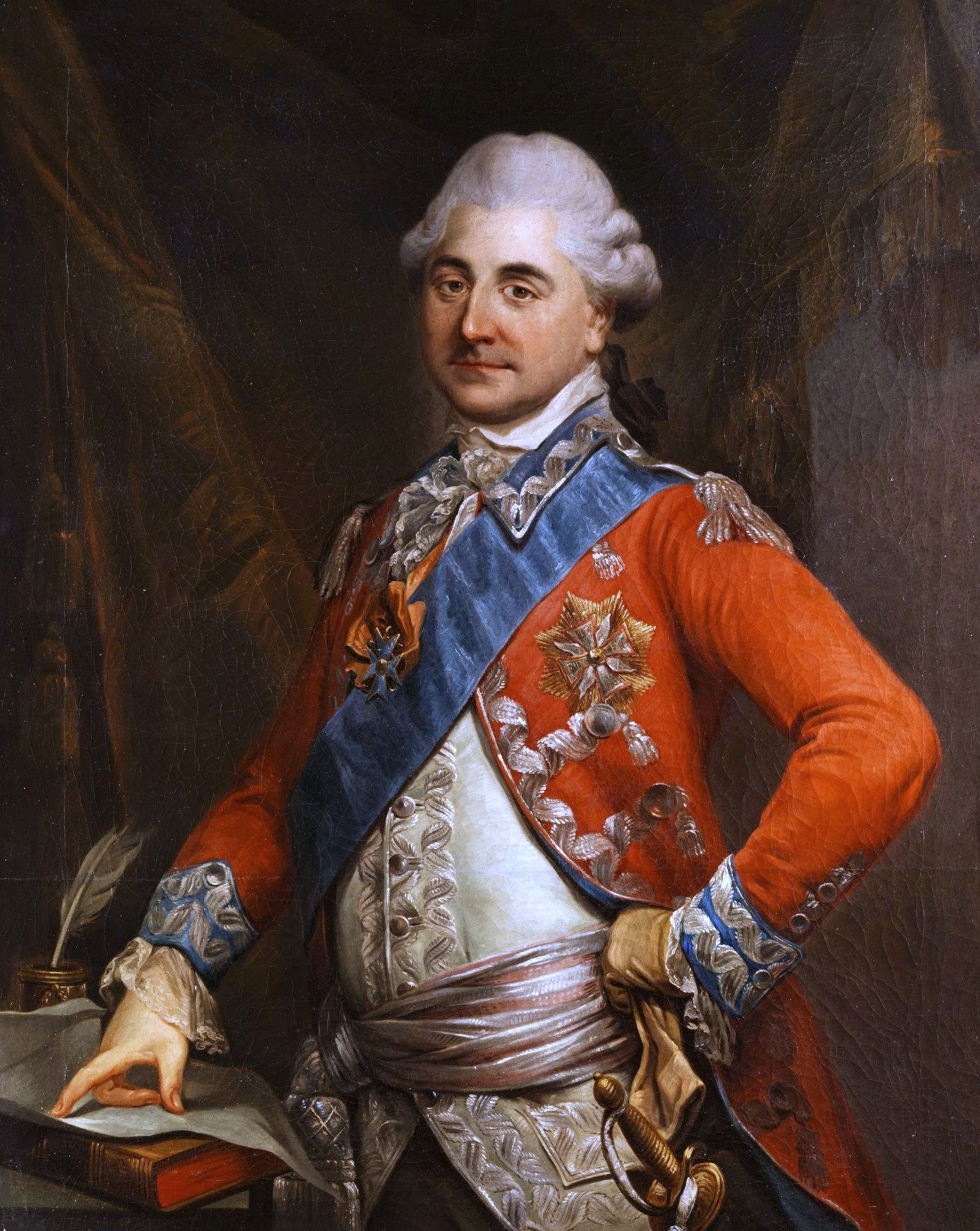
Станислав Август Понятовский

6 сентября 1764 года королем Речи Посполитой обоих народов был избран Станислав Август Понятовский. Он был избран сторонниками «Фамилии» — кланом князей Чарторыйских, поддержан прусским королем и особенно российской императрицей Екатериной II. Коронация и коронационный сейм проходили в Варшаве 25 ноября 1764 года в день Святой Екатерины. В костеле Святого Яна в Варшаве прошло торжественное богослужение и коронация 32-летнего Станислава Понятовского, который по традиции получил второе имя — Август.

### Экономические реформы
Решениями Конвокационного сейма 1764 г., было положено начало активной интеграции государственных институтов в экономическую жизнь. Важным шагом на этом пути стало создание на сейме Экономической Рады Литовского скарба или Скарбовой комиссии ВКЛ. Необходимость финансовой стабилизации и увеличения поступлений в казну потребовали в середине ХVIII в. усиления контроля со стороны государства над всеми источниками возможных доходов, важное место среди которых занимали и доходы от таможенных пошлин. В соответствии с постановлением (конституцией) Конвокационного сейма 1764 г. ликвидировались все частные таможенные пункты и пошлины, и вводилась так называемая Генеральная пошлина, для взимания которой требовалось создание специальных структур в системе государственной таможенной службы.
Таким образом, вся территория государства была разделена на округа — репартиции, в состав которых входили таможни (коморы), прикоморки, оберстражи и стражи. Общее руководство государственной таможенной службой ВКЛ осуществляла Скарбовая комиссия.

### Политические реформы
Конвокационный сейм 1764 года урезал принцип «liberum veto»: решения по экономическим вопросам принимались теперь большинством голосов, была реорганизована финансовая и налоговая системы, ограничена власть гетманов. По решению сейма королем мог быть избран только наследственный польский шляхтич. Под нажимом русского посла и самой Екатерины II королем избрали Станислава — Августа Понятовского.

### Религиозный вопрос
Вероисповедальный вопрос появился, когда русский посол Николай Репнин (1734—1801 гг.) в Варшаве поднял проблему организации православной иерархии. Предложение Репнина было отвергнуто депутатами, а анонимный автор «Политических замечаний к правилам религии и здоровой философии» потребовал мест в сенате для униатских епископов. В течение сейма Россия и Пруссия предприняли совместные действия в защиту иноверцев. Предложения русских послов, касающиеся равноправия православных и допущения их ко всем должностям, вызвали протесты польской шляхты. Шляхта обвинила Россию в нарушении суверенности Речи Посполитой, а православную общественность — в сотрудничестве с иностранным государством. Православные верующие ожидали изменений в правовом положении Церкви при вступлении на престол нового короля.